# Marvin Spielmann
Marvin Spielmann (Olten 23 februari 1996) is een Zwitsers-Congolees voetballer die als middenvelder speelt.
3 Hadjam ·
4 Zourkou ·
5 Husić ·
6 Pfeiffer ·
7 Ugrinic ·
8 Łakomy ·
9 Itten ·
10 Imeri ·
11 Colley ·
13 Camara ·
14 Chaiwa ·
15 Elia ·
17 Janko ·
20 Niasse ·
21 Virginius ·
22 Conté ·
23 Benito ·
24 Althekame ·
26 Von Ballmoos  ·
27 Blum ·
30 Lauper ·
31 Conte ·
33 Keller ·
35 Ganvoula ·
39 Males ·
40 Marzino ·
77 Monteiro ·
Coach: Magnin